# Цхомария, Борис Дмитриевич
Бори́с Дми́триевич Цхома́рия (1 декабря 1925, Красная Поляна, Сочи — 8 ноября 2012, там же) — известный сочинский краевед, историк Красной Поляны.
Член ЦК ДОСААФ (1977). Заслуженный учитель школы РСФСР (1978). Член Союза журналистов России (1996). Почётный гражданин Сочи (2005). Окончил Краснодарский государственный педагогический институт (1958). Преподаватель географии краснополянской школы № 65 города Сочи. Писатель, автор книг про Красную Поляну, автор научно-патриотического журнала «Краснополянский следопыт». Фронтовик, основатель историко-краеведческого музея «Красная Поляна».

## Биография
Родился 1 декабря 1925 года в поселке Красная Поляна г. Сочи. Учился в краснополянской школе. После 8-го класса был призван на фронт (1942 год). В составе 276-й Темрюкской стрелковой дивизии в качестве радиста участвовал в Обороне Кавказа, освобождении Кубани, Украины, Польши. Был ранен, контужен. Войну закончил в Берлине. В июле 1947 года был демобилизован как инвалид Отечественной войны II группы.
С ноября 1947 года и до последних дней жизни работал в краснополянской школе. После окончания в 1958 году Краснодарского государственного педагогического института работал завучем по производственному обучению (подготовка инструкторов пешеходного туризма) и одновременно преподавал географию.

Из энциклопедии «Люди нашего тысячелетия»: 
«Краснополянская школа была единственной в стране, где в рамках производственного обучения готовили инструкторов пешеходного туризма. Сегодня в Сочи существует единственный в стране Университет туризма и курортного дела — потомок школьного курса Бориса Цхомария…»
С 1967 по 1987 год работал организатором внеклассной и внешкольной воспитательной работы. Вместе с учащимися краснополянской школы он проводил большую разыскную работу на местах героической обороны перевалов Кавказа — в районе слияния рек Малой Лабы, Цахвоа, лагеря Мастакан, кордонов Умпырь и Уруштен, перевалов Ачишхо, Псеашхо и других. Благодаря этой работе были установлены десятки имен солдат и офицеров, погибших в боях за Кавказ.
Борис Дмитриевич и его сестра Александра Дмитриевна Цхомария были инициаторами создания школьного историко-краеведческого музея. Основы музея были заложены в 1961 году, позже он развился и стал центром воспитательной работы школы. Материалы музея дважды (в 1980 и 1985 гг.) были выставлены на ВДНХ СССР, где Борис Дмитриевич стал лауреатом и был награждён серебряной медалью ВДНХ (1985 год). В 1998—2000 гг. на Всероссийском смотре-конкурсе историко-патриотических музеев учебных заведений музей краснополянской школы получал первые места. В 2011 г. историко-краеведческий музей «Красная Поляна» был награждён орденом «Знамя Победы», а в предыдущие годы трижды награждался знаком ЦК ДОСААФ «За активную работу».

Из энциклопедии «Люди нашего тысячелетия»: 
«Долгая, счастливая, наполненная событиями жизнь. И что же в ней главное? И кто он? Военный мальчик — победитель, орденоносец? Ветеран и хранитель вечной памяти павших, создатель Музея славы? Бессменный, в течение 60 лет, учитель детей? Проводник и наставник в горных экспедициях, родоначальник института туризма? Писатель, краевед? Главное — все. Как и то, что Борис Дмитриевич Цхомария — человек высокого, чистого, честного труда».
Ушёл из жизни 8 ноября 2012 года, похоронен на Краснополянском сельском кладбище.

## Признание и награды
- Орден Красной Звезды[6]
- Орден Отечественной войны I степени[7]
- Орден Славы III степени[8]
- Заслуженный учитель школы РСФСР (1978).
- Почётный гражданин Сочи (2005).

В 2006 году статья о Борисе Цхомария была внесена в энциклопедию «Люди нашего тысячелетия».

## Членство в организациях
Почётный член Сочинского отделения Русского географического общества.

## Монографии
- Красная Поляна. — Краснодар, 1963, 1972, Новочеркасск, 2000[9], Сочи, 2008
- Озеро Кардывач. — Краснодар, 1962, 1977, Сочи, 2009
- Уроки патриотизма. — Москва, 1985
- Кавказский узел. — Сочи, 2004[10][11]
- Гроза над Кавказом. — Сочи, 2005, Москва, 2012
- Дачи и дачники Красной Поляны. — Сочи, 2012

## Семья
- Жена — Ефимия Ефимиевна (род. 1923), школьный учитель, 100-летний долгожитель.